# Ruffus
Ruffus (originalmente llamados Claire's Birthday) fue una banda de rock procedente de Estonia. Ellos fueron mayormente conocidos por haber representado a su país en el Festival de la Canción de Eurovisión 2003.

## Historia
Vaiko Eplik fundó la banda Claire's Birthday en 1997. Rápidamente, se convirtieron en una sensación del pop a nivel nacional, lanzando tres álbumes de estudio y ganando un premio a la Música Estonia. Como una broma, en 2003 la banda ingresó al proceso de selección de un representante para Estonia en el Festival de Eurovisión de ese año, con la canción "Eighties Coming Back".

### Festival de Eurovisión 2003
En 2003, la banda participó en la final nacional para elegir a un representante para Estonia en el Festival de Eurovisión, con la canción "Eighties coming back", obteniendo el primer lugar. Finalmente, la banda sólo alcanzó el 21° puesto con 14 puntos.

## Integrantes

### Exintegrantes
- Vaiko Eplik - guitarra eléctrica, vocalista
- Jaan Pehk - guitarra
- Ivo Etti - bajo
- Margus Tohver - batería
- Siim Mäesalu - teclados

## Discografía

### Compilaciones
- 2003: Eurovision Song Contest Riga 2003

### Sencillos
- 2003: Eighties Coming Back

### Álbumes de estudio
- 2000: "Venus"
- 2001: "City Lovers"
- 2003: "Future Is Now!"

### Compilaciones
- 2001: "No Hidden Catch: Eesti Depeche Mode tribuut"
- 2003: "Suvehitt 2003"